# Anny Ondra

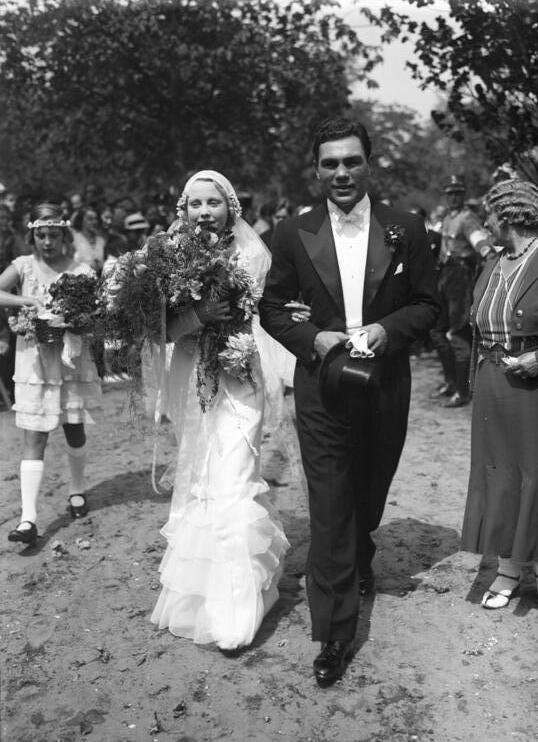
Brautpaar Anny Ondra und Max Schmeling (1933)

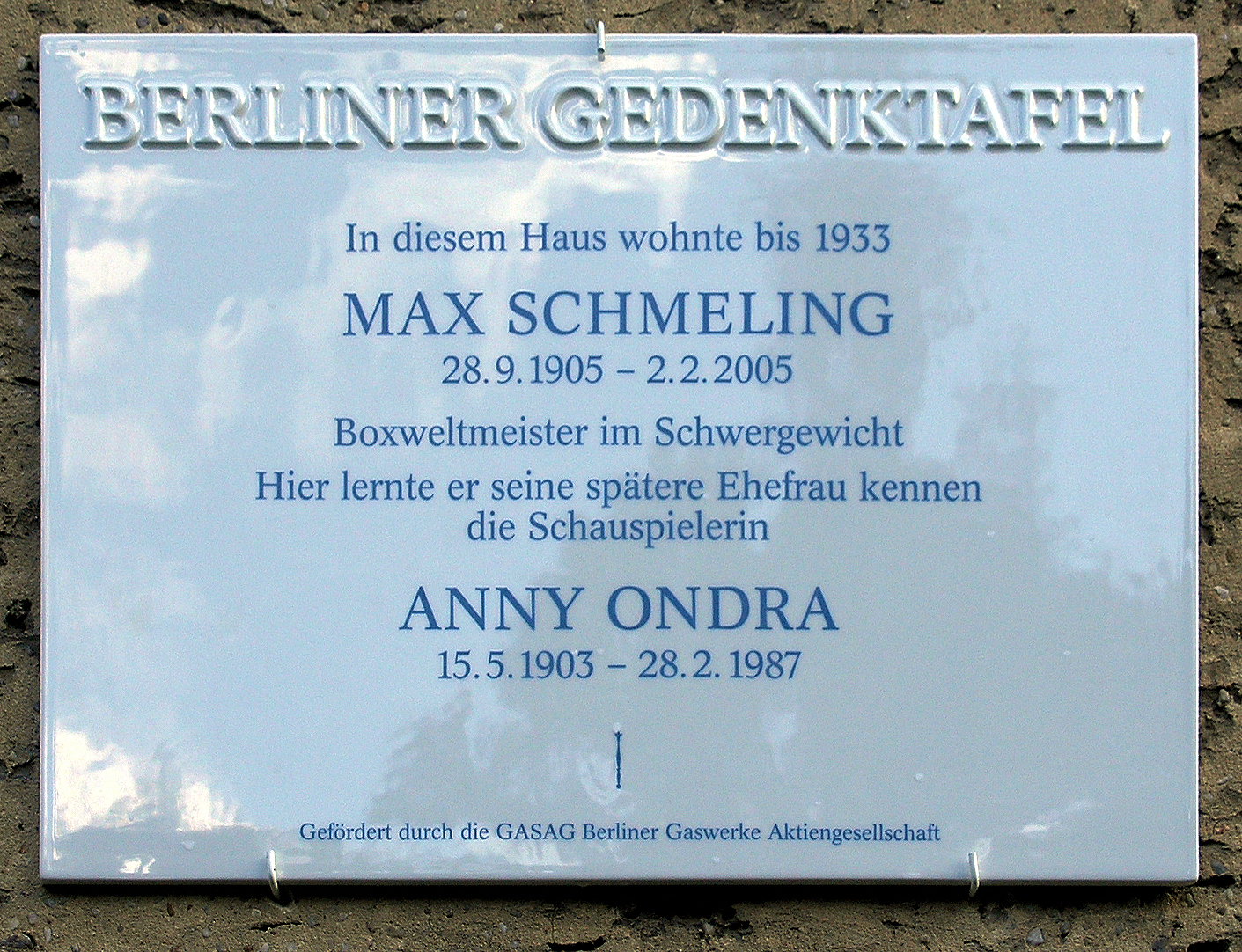
Gedenktafel am Haus Brixplatz 9, in Berlin-Westend

Anny Ondra, eigentlich Anna Sophie Ondráková, verheiratete Anny Schmeling-Ondra (* 15. Mai 1902 in Tarnów, Galizien, Österreich-Ungarn; † 28. Februar 1987 in Dierstorf-Heide, Samtgemeinde Hollenstedt) war eine tschechisch-deutsche Schauspielerin.

## Leben
Als Tochter eines tschechischen k.u.k.-Offiziers verbrachte sie ihre Kindheit in Prag. Im Alter von 16 Jahren spielte sie am Švanda-Theater die Rolle von leicht überdrehten Mädchen. Dabei wurde der Regisseur und Produzent Gustav Machatý auf sie aufmerksam und gab ihr 1919 die Titelrolle in ihrem ersten Film, der Komödie Die Dame mit dem kleinen Fuß (Dáma s malou nožkou). Ab 1920 arbeitete sie überwiegend mit dem Regisseur und Schauspieler Karel Lamač zusammen. Der Film Gilly poprvé v Praze – Gilly zum ersten Mal in Prag brachte ihr 1920 den Durchbruch. Sie stieg dabei zur führenden Komikerin des tschechischen Films auf.
Mit den Filmen Evas Töchter (1928) und Sündig und süß (1929) eroberte sie als keckes und übermütiges Mädel das deutsche Publikum. Unter der Regie von Alfred Hitchcock folgten 1929 die Filme Der Mann von der Insel Man (The Manxman) und Erpressung (Blackmail). Sie war dabei Hitchcocks erste „blonde Mörderin“. Erpressung wurde als Stummfilm begonnen; im Laufe der Produktion entschied man jedoch, aus ihm den ersten englischen Tonfilm zu machen. Da Ondras Englisch nicht gut genug war, aber Hitchcock nicht auf sie als Darstellerin verzichten wollte, ließ er ihren Part von der britischen Schauspielerin Joan Barry synchronisieren. Somit avancierte Joan Barry zur ersten Synchronsprecherin und Anny Ondra zur ersten fremdsprachig synchronisierten Schauspielerin der Filmgeschichte, wobei die Synchronisation auf ungewöhnliche Art erfolgte: Ondra bewegte die Lippen, Barry sprach außerhalb des Bildes den Text.
1930 gründete sie mit Karel Lamač in Deutschland die Ondra-Lamač-Filmgesellschaft, die bis 1936 bestand. Ihre erste selbstgesprochene Tonfilmrolle spielte sie neben Sigi Arno in Die vom Rummelplatz (1930), wo sie mit Gesangs-, Tanz- und artistischen Einlagen beeindruckte. Nachdem Karel Lamač Deutschland verlassen hatte, spielte sie nur noch vereinzelte Rollen und zog sich in den 1950er Jahren ins Privatleben zurück.
Sie lebte in den 1930er Jahren am Sachsenplatz 12 (heute: Brixplatz 11) in Berlin-Westend. Im Nachbarhaus wohnte der Boxweltmeister im Schwergewicht Max Schmeling, den sie am 6. Juli 1933 in Bad Saarow heiratete. Mit ihm trat sie in dem Film Knock-out (1935) gemeinsam auf. Schmeling hatte in Bad Saarow 1933 das Sommerhaus des vor den Nazis ins Exil geflohenen expressionistischen Malers Bruno Krauskopf erworben.
Als Folge eines Autounfalls erlitt Anny Ondra eine Fehlgeburt. Es sollte ihre einzige Schwangerschaft bleiben, das Paar blieb kinderlos. Nicht nur als Folge der Fehlgeburt übernahm Anny Ondra die Patenschaft für die 1942 geborene Enkelin ihres Freundes Hermann Gronen, der in erster Ehe mit Rosa Gronen (geb. Schmeling) verheiratet war. Max Schmeling schenkte der Enkelin Rosa Maria Gronen (heute Winters) zur Taufe ein Paar Boxhandschuhe.
Anny Ondra wurde auf dem Friedhof in Hollenstedt (Landkreis Harburg) beigesetzt. Neben ihr fand 2005 auch Max Schmeling seine letzte Ruhestätte.

## Filmografie (Auswahl)
- 1920: Gilly zum ersten Mal in Prag (Gilly poprvé v Praze)
- 1921: Ankömmling aus der Finsternis (Príchozí z temnot)
- 1922: Zigeunerliebe
- 1922: Führe uns nicht in Versuchung
- 1925: Ich liebe Dich
- 1926: Trude, die Sechzehnjährige
- 1926: Die Pratermizzi
- 1927: Hotel Erzherzogin Viktoria (Seine Hoheit, der Eintänzer)
- 1928: Evas Töchter
- 1928: Der erste Kuß
- 1928: Saxophon-Susi
- 1929: Der Mann von der Insel Man (The Manxman)
- 1929: Erpressung (Blackmail)
- 1929: Das Mädel mit der Peitsche
- 1929: Sündig und süß
- 1929: Die Kaviarprinzessin
- 1930: Die vom Rummelplatz
- 1930: Eine Freundin, so goldig wie Du (auch Produktion)
- 1931: Die Fledermaus (auch Produktion)
- 1932: Eine Nacht im Paradies
- 1932: Kiki (auch Co-Produktion)
- 1932: Baby
- 1932: Die vertauschte Braut
- 1933: Fräulein Hoffmanns Erzählungen (auch Produktion)
- 1933: Das verliebte Hotel (auch Produktion)
- 1933: Orchesterprobe (nur Ko-Produktion)
- 1934: Klein Dorrit (auch Produktion)
- 1934: Polenblut
- 1934: So ein Theater! (nur Ko-Produktion)
- 1935: Knock out
- 1935: Großreinemachen (auch Ko-Produktion)
- 1935: Der junge Graf (auch Produktion)
- 1936: Donogoo Tonka
- 1936: Flitterwochen (auch Produktion)
- 1937: Vor Liebe wird gewarnt (auch Produktion)
- 1937: Der Unwiderstehliche
- 1938: Narren im Schnee
- 1941: Der Gasmann
- 1942: Himmel, wir erben ein Schloß!
- 1951: Schön muß man sein
- 1957: Die Zürcher Verlobung (Auftritt)

## Auszeichnungen
- 1970: Filmband in Gold für langjähriges und hervorragendes Wirken im deutschen Film